# 卡里約基

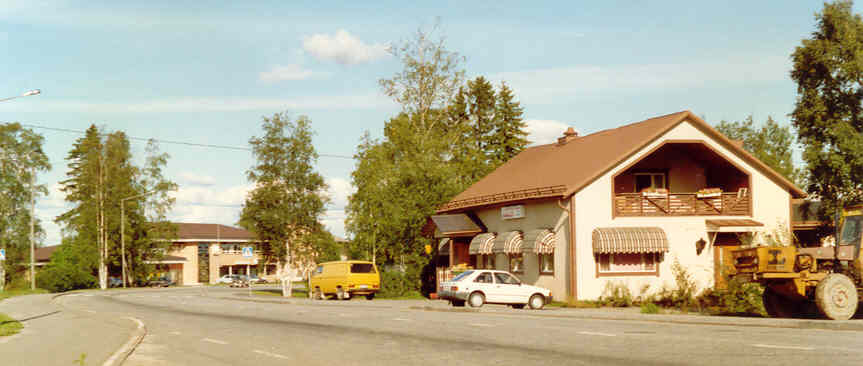

卡里約基是芬蘭的城鎮，位於該國西南部，由南博滕區負責管轄，面積187平方公里，最高點海拔高度100米，2013年人口1,503，人口密度為每平方公里8.09人。

## 外部連結
- Karijoen kunta （页面存档备份，存于） – The official website of the municipality